# Dericorys minutus
Dericorys minutus är en insektsart som beskrevs av Lucien Chopard 1954.
Dericorys minutus ingår i släktet Dericorys och familjen Dericorythidae. Inga underarter finns listade i Catalogue of Life.